# Cracksleep
Cracksleep è l’undicesimo album in studio del gruppo musicale italiano Eldritch, pubblicato il 23 marzo 2018 dalla Scarlet Records.

## Tracce
1. Cracksleep – 1:50
2. Reset – 5:33
3. Deep Frost – 5:27
4. Aberration of Nature – 5:33
5. My Breath – 5:41
6. Silent Corner – 4:18
7. As the Night Crawls In – 5:12
8. Voices Calling – 4:25
9. Staring at the Ceiling – 4:51
10. Night Feelings – 4:25
11. Hidden Friend – 4:47

## Formazione
- Terence Holler – voce
- Eugene Simone – chitarra
- Rudj Ginanneschi – chitarra
- Alessio Consani – basso
- Raffahell Dridge – batteria